# Hajde da se volimo 3
Hajde da se volimo 3 (izvorno: Hajde da se volimo: Udaje se Lepa Brena) jugoslavenska je komedija i mjuzikl.

## Radnja filma
Australac jugoslavenskog podrijetla dolazi u Jugoslaviju kako bi se oženio s Lepom Brenom. 
Dva mladića odluče onemogućiti svadbu između Australca i Brene što dovodi do niza zapleta na putovanjima kroz Jugoslaviju i izvan nje. 
Rasplet pokazuje da je organizirana svadba Lepe Brene bila prevara jednog čovjeka koji je, u nastojanju da zaradi sto tisuća dolara, podmetnuo lažnu Brenu.

## Glumci
- Lepa Brena
- Emir Hadžihafizbegović – Amer (Australac)
- Nikola Kojo – Željko
- Dragan Bjelogrlić – Vanja
- Lazar Ristovski – Miloje
- Jovan Radovanović – Jova
- Ivana Žigon – Lora
- Predrag Ejdus – sudac Rade
- Bogdan Diklić – trener lažne Brene
- Semka Sokolović-Bertok – Amerova majka
- Josif Tatić – Đura
- Milutin »Mima« Karadžić – taksist
- Eva Ras – žena na splavu